# سارتيرانا لوميلينا (بافيا)
سارتيرانا لوميلينا (بالإيطالية: Sartirana Lomellina)‏ هي بلدة تقع في مقاطعة بافيا بإقليم لومبارديا في شمال إيطاليا. تبلغ مساحة هذه المدينة 29.5 (كم²)، وترتفع عن سطح البحر 100 م، بلغ عدد سكانها 1837 نسمة في عام 2004 حسب إحصاء المعهد الوطني للإحصاء.

## السكان
في سنة 1871 بلغ عدد السكان 4٬055 نسمة، وتطور العدد ليصل في سنة 2011 لـ 1٬760 نسمة.
يظهر هذا المخطط البياني تطور النمو السكاني لـ سارتيرانا لوميلينا (بافيا)